# See beyond Times, Look beyond Words
See beyond Times, Look beyond Words is een muziekalbum van de Nederlandse bespeler van elektronische toetsinstrumenten Ron Boots. Het album is losjes gebaseerd op verhalen en opgedragen aan de schrijvers van boeken binnen de genres sciencefiction en fantasy, met name Tolkien en Jack Vance maar ook bijvoorbeeld Roger Zelazny. In tegenstelling tot eerdere albums, die Boots zelf helemaal volspeelde, heeft hij hier gekozen voor diverse samenwerkingsverbanden met andere musici, op toetsen of andere instrumenten. Boots maakt hier muziek in een melodieuze lichte variant op de Berlijnse School voor elektronische muziek.

## Musici
- Ron Boots – toetsen
- Harold van der Heijden – slagwerk
- Henri Peters – gitaar
- Martijn Ruissen, Gert Emmens, Paul Ellis – toetsen
- Kees Aerts, toetsen, hoesontwerpen en klankbord

## Composities
Allen door Boots, behalve waar aangegeven:
1. Hour of the wolf, met een solo van Emmens; binnen de fantasywereld is de wolf het favoriete dier van de schrijvers (en lezers)
2. A walk in the rain, met van der Heijden en Peeters; kan iemand zonder regen?
3. Boellistan; met Ellis en opgedragen aan hem; (Boots/Ellis)
4. Storms over Io, met van der Heijden, geïnspireerd door Jack Vance's De Duivelsprinsen
5. Harbours; binnen de echte wereld en SF zijn (ruimte)havens de plaats om even bij te komen, maar ook om nieuwe contacten te leggen;
6. Radar, met Ruissen, van der Heijden, Peeters en van Bogaert, er zijn net zo veel mogelijkheden als beperkingen bij toepassing van radar, wij kunnen al veel, maar de wetenschap is nog onvoldoende om alle mogelijkheden te benutten; (Boots/Ruissen)
7. We are off, het eind vormt een nieuw begin